# Mário de Lima
Mário Franzen de Lima (Ouro Preto, 10 de julho de 1886 — Belo Horizonte, 1936) foi um poeta, ensaísta, polemista, jurista e professor brasileiro, filho de Bernardino de Lima e Esther Franzen de Lima. 
Estudou no Colégio Salesiano Dom Bosco, de Cachoeira do Campo, formando-se pela Faculdade de Direito de Minas Gerais, hoje UFMG, onde mais tarde lecionou Filosofia do Direito. Foi promotor de Justiça em Rio Novo, reitor do Ginásio Oficial de Barbacena, diretor do Arquivo Público Mineiro e da Imprensa Oficial do Estado de Minas Gerais. 
Secretário da Presidência de Minas nos governos de Fernando de Melo Viana e Antônio Carlos Ribeiro de Andrada e delegado-geral do estado de Minas na Exposição Internacional do Centenário da Independência. Foi um dos fundadores da Academia Mineira de Letras, da qual foi presidente em 1921-1922 e do Instituto Histórico de Minas. Cavaleiro da Ordem da Coroa da Bélgica e titular da Goldene Ehrzeichen da República da Áustria, que lhe foi conferida pelo Presidente Michael Hainisch, em 9 de fevereiro de 1928. 

## O poeta
Movido por um parnasianismo tardio, Mário de Lima passou ao largo do movimento modernista, apesar de suas ligações com Carlos Drummond de Andrade, que elogiou seu livro de estréia. Exceção ao formalismo parnasiano é o poema Pirâmide, curiosa antecipação concretista "avant la lettre". Sua maior influência provém de Alberto de Oliveira, Olavo Bilac e, sem sombra de dúvida, de seu tio Antônio Augusto de Lima.

## Principais obras
- Quadrinha,poema,1886-1936
- Ancenúbios, poesia, 1908.
- Audiências de Luz, poesia, 1917.
- Medalhas e brasões, poesia e sínteses históricas, 1918.
- O mito solar nos Evangelhos, ensaio de crítica histórica, 1914.
- A escola leiga e a liberdade de consciência, estudo filosófico, 1914.
- Elogio do Marquês da Sapucaí, estudo histórico, 1915.
- Esboço da história literária de Minas, 1920.
- Dante e a Divina Comédia, 1921.
- Ouro Preto e a Escola de Minas, 1921.
- Idéias e comentários', crônicas e estudos, 1921.
- Coletânea de autores mineiros, 1922.
- A Igreja, o poder civil e o direito de revolta, 1924.
- Minas e a Guerra do Paraguai, 1926.
- O bom combate, história da Ação Católica, 1929.
- A hermenêutica tradicional e o Direito Científico, 1932. Reeditado em 1955 com o título Da interpretação Jurídica.